# Byggeriets Handletank for Bæredygtighed
Byggeriets Handletank for Bæredygtighed
Byggeriets Handletank for Bæredygtighed er et dansk samarbejdsinitiativ lanceret i 2023 med fokus på at understøtte den grønne omstilling i bygge- og anlægssektoren. Initiativet er forankret i et bredt partnerskab på tværs af branchens aktører og arbejder med at identificere barrierer og udvikle løsningsforslag inden for områder som CO₂-reduktion, cirkulær økonomi og biodiversitet.
Baggrund og formål
Handletanken blev etableret på initiativ af Dansk Industri (DI) Byggeri med deltagelse af Molio – Byggeriets Videnscenter, Bygherreforeningen, Danske Arkitektvirksomheder, Foreningen af Rådgivende Ingeniører (FRI) og TEKNIQ. Ifølge initiativtagerne er formålet at udvikle konkrete forslag til, hvordan bygge- og anlægssektoren kan bidrage til opfyldelsen af nationale og europæiske klimamål samtidig med, at branchens konkurrenceevne og værdiskabelse fastholdes.
Anbefalinger og målsætninger
I november 2023 offentliggjorde handletanken en rapport med i alt 33 anbefalinger til en mere bæredygtig bygge- og anlægssektor. Heraf blev 10 fremhævet som særligt prioriterede, og 5 som fyrtårnsinitiativer, der bør sættes i gang med det samme.
CO₂-reduktion
Rapporten angiver en samlet ambition om, at sektorens CO₂-aftryk i 2030 maksimalt bør være 5,3 mio. tons. De foreslåede anbefalinger vurderes at kunne bidrage med en samlet reduktion på ca. 1,4 mio. tons CO₂, svarende til et fald på 21 % i forhold til et forventet basisniveau.
For nybyggeri fremhæves det som målsætning, at det gennemsnitlige CO₂-aftryk i 2025 ikke overstiger 7,2 kg CO₂ pr. m² pr. år. Frem mod 2030 sigtes der mod en yderligere reduktion på 2 kg CO₂/m²/år, hvilket ifølge rapportens beregninger svarer til en samlet reduktion på ca. 36 %.
Cirkulær økonomi
Inden for cirkulær økonomi lægger rapporten op til en betydelig reduktion i brugen af jomfruelige ressourcer i sektoren frem mod 2030. Anbefalingerne følger EU-taksonomiens principper og fokuserer på at reducere affald fra byggepladser samt øge genbrug og genanvendelse af materialer i overensstemmelse med affaldshierarkiet.
Et centralt pejlemærke er, at mindst 90 % af det uforurenede bygge- og nedrivningsaffald skal kunne genbruges eller genanvendes. Rapporten fremhæver, at dette kræver samarbejde på tværs af hele værdikæden.
Biodiversitet
Rapporten argumenterer for, at hensyn til biodiversitet bør integreres i hele byggeprocessen og fremhæver, at bygge- og anlægssektoren bør bidrage til at fremme natur og økosystemer. Som led heri henvises til den internationale målsætning Nature Positive by 2030, der indebærer, at byggeprojekter samlet set skal have en positiv nettovirkning på biodiversiteten.
Indsatsområder
Handletankens arbejde er organiseret i otte tematisk afgrænsede indsatsområder:
1. Innovation og marked
2. Det offentlige som accelerator
3. Bæredygtig finansiering
4. Regler og rammer
5. Cirkulær økonomi
6. Biodiversitet
7. Data og digitalisering
8. Kompetencer og uddannelse

Organisering
Handletanken er organiseret omkring en styregruppe, der repræsenterer centrale virksomheder og organisationer i bygge- og anlægsbranchen. Styregruppen har til opgave at sikre overordnet fremdrift og sammenhæng i indsatsen. Ifølge rapporten varetager styregruppen desuden koordinering og prioritering af handletankens samlede arbejde.
Følgende virksomheder og organisationer er repræsenteret i styregruppen:
- Rambøll Danmark A/S
- COWI A/S
- Vilhelm Lauritzen Arkitekter A/S
- Bauherr A/S
- Aarsleff Holding A/S
- MT Højgaard Holding A/S
- CG JENSEN
- Skou Gruppen A/S
- JJW Arkitekter
- Domea.dk
- Nykredit A/S
- Rockwool A/S
- CRH Concrete A/S
- Jeudan A/S

Eksterne links
 Der er for få eller ingen kildehenvisninger i denne artikel, hvilket er et problem. Du kan hjælpe ved at angive troværdige kilder til de påstande, som fremføres i artiklen.

- Byggeriets Handletank for bæredygtighed - DI[2]
- Rapport: byggeriets-handletank-rapport-20112023-online-final.pdf[3]